# Drumheller
Drumheller is een plaats (town) in de Canadese provincie Alberta en telt 8029 inwoners (2011). Het ligt ongeveer 135 kilometer ten oosten van de stad Calgary aan de Red Deer River. Het vlakbijgelegen Royal Tyrrell Museum of Palaeontology bezit een grote collectie vondsten van sauriërs. Deze zijn voornamelijk in de directe omgeving gevonden in het zogenaamde Midland Provincial Park, langs de Dinosaur Trail.

## Geschiedenis
Drumheller is genoemd naar Colonel Samuel Drumheller die hier in 1911 begon met de exploitatie van een steenkoolmijn. Een jaar later werd Drumheller gesticht. Het groeide uit tot de belangrijkste producent van steenkool in West-Canada. De steenkoolproductie werd gestaakt in de jaren tachtig. Sindsdien is de gaswinning belangrijk geworden. Het West-Drumheller-gasfield is het tweede grootste gasveld van de provincie Alberta.

## Toerisme
Het nabijgelegen Royal Tyrrell Museum of Palaeontology lokt veel toeristen naar Drumheller. Ook het grootste dinosauriërbeeld ter wereld staat in Drumheller: "The World Largest Dinosaur" is een 26 meter hoge Tyrannosaurus rex die als uitkijktoren dient. Andere attracties zijn een oude steenkoolmijn en de Horseshoe Canyon.